# Кульчуцьке городище
Кульчукське городище інша назва Червоний пагорб, або ж Тамірак ) — греко-скіфське давнє городище розташоване в західній частині Криму, в межах села Громове.

## Розташування
Городище Кульчук знаходиться на узбережжі Чорного моря, а саме на Тарханкутському виступі в Північно-Західному Криму. Неподалік нього, 2,5 кілометри на південь, розкинулося село Громове. Це було найбільше городище цієї частини Криму (площа, що уціліла після розмиву, — 1,5 гектари і ще понад 2 гектари могильника).
Знаходячись на кручі (11 метрів над морем), поселення з 3 боків мало природний рельєфний захист (з двох сторін глибокі балки, а з заходу омивалося морем). В народі це місце називають Джага-Кульчук (що з тюркської перекладається як "попелястий курган" або "багряний пагорб").
Відомий вчений-археолог Павло Шульц, після детальних досліджень та вивчення давньогрецьких манускриптів локалізував на цьому місці давнє містечко Тамірака, яке згадували: Страбон (Strabo, VII, 3, 19), Клавдій Птолемей (III, 5, 2), Арріан (Arr. PPE, 32 (2OH) і Стефан Візантійський.

## Заснування городища
Згідно з археологічними нашаруваннями, вчені - археологи та історики вважають, що перше поселення на Червоному пагорбі виникло десь в IV столітті до н. е., і саме в цей час вся прибережна смуга Північно-Західного Криму з містом Керкинітидою були доєднані до Херсонеської держави. Попавши під опіку потужного мегаполіса, можна було не боятися тривалих набігів кочовиків та спустошення цих земель. З тих часів і розпочався бурхливий розвиток цих місць. Численні поселенці вибирали собі наділи, найбільш родючі землі були розмежовані та почалося їх активне сільськогосподарське освоєння, херсонесці будують десятки нових поселень. Зазвичай це були сільськогосподарські садиби, укріплені поселення, їхні мешканці займалися хліборобством, виноробством і скотарством. Відтак, головним багатством цієї землі були хліб і вино, які продавали в Херсонес і Керкінітиду, а вже звідти переправляли в інші грецькі центри. Завдяки цьому наприкінці IV–III століття до нашої ери Північно-Західний Крим став житницею Херсонеської держави.
Взагалі, у ті давні часи морські шляхи були найбезпечнішими й найшвидшими для перевезення вантажів та торгівлі. Тому грецькі міста-колонії утворювалися, в основному, вздовж узбережжя. А ставши великими мегаполісами, вони розвивали свої сільськогосподарські провінції. Таким самим чином діяли управителі Херсонесу, заклавши чимало поселень на дальній хорі (були споруджені укріплення, садиби, розмежовані наділи, зазеленіли виноградники і сади), одне з яких і було Кульчукське.
Під час першої археологічної вилазки, у 1929 році, на узбережжя Тарханкута було знайдено чимало артефактів, за якими можна визначити хронологію існування городища та ймовірний час заснування. Так, у підйомному матеріалі і в перекопі були виявлені фрагмент пухлогорлої тари Хіоса та ніжка амфори з Пепарета, які ходили в побуті перших поселенців, відповідно, на межі V - IV ст. до нашої ери; відтак, ці дати стали відправною точкою для заснування поселення.

## Археологічні особливості
Кульчуківське городище не було в числі найдослідженіших (ймовірно це посприяло тому, що воно не таке вже розграбоване й понищене), тому сучасні археологи все частіше споряджають сюди експедиції, і давній Тамарик розкривається перед ними. Підсумовуючи ті численні знахідки та аналізуючи матеріал, вчені дійшли до висновку, що археологічну хронологію можна поділити на три етапи: грецький, скіфський та ранньо-середньовічний (сарматський).
Стратиграфічно археологічний розкоп виглядає таким чином:
- Зверху значний шар гумусу (від 1 до 2 метрів);
- Потім іде шар сіро-золистої суспенсії з кам'яними завалами ранньо-середньовічного часу (Салтівська культура);
- Нижче чималий пізньоскіфський горизонт (виявлено чимало стін і приміщень, завершується шаром золи, ймовірно від пожежі та руйнації;
- А найнижчий культурний шар належить до грецької культури, саме існування поселення віддаленої хори Херсонесу Таврійського.

### Грецьке поселення
Найдавніші культурні пласти, віднайдені археологами, належать до періоду поселення греків на цій місцині. Були виявлені декілька напівземлянок (овальні заглиблення у землі), половина з яких знищені абразією. Усі залишки споруд, що збереглися, мають довжину від 2,5 до 4 метрів і глибину 0,35 — 0,70 метрів. Найпершими знахідками на цьому місці, які визначають час заснування поселення, є уламки амфор Хіоса, Гераклеї, Сінопу і елементи гончарної кераміки, знайдені в насипі напівземлянок (IV століття до нашої ери).
Найбільше знахідок припадає на часи формування грецького укріплення: побудови вежі, мурів та вимостків і садиб (хоча частина з них знижена розмивом берега, але загальну картину самого городища вчені змогли визначити). Сама вежа була квадратна (9*9 метрів) з глинобитною підлогою та стінами в 1,10 м завтовшки. Зернові ями мали грушоподібну форму. На півдні городища, на обриві, віднайшли залишки грецького капища - есхара, в ямі якого чимало золи з великою кількістю уламків жаровень, перепалених кісток тварин, птахів, риб, фрагментів посуду (чорнолакова кераміка). Некрополь городища датується останньою чвертю IV століття до нашої ери.
Останні греки-поселенці залишили по собі укріплену садибу з вежею, обнесені протитаранним поясом і захисними стінами (по периметру) херсонеського типу і складені із квадрів з піронами і рустами (розібравши стіни вежі та мурів, що залишилися від їх попередників). Після дослідження археологи визначилися, що садиба виникла в першій чверті III століття до нашої ери і проіснувала до першої половини II століття до нашої ери.

### Скіфське городище
Скіфи оселилися на місці городища після того, як утвердилася Пізньоскіфська держава зі столицею Неаполь Скіфський (кінець II і початок I століття до нашої ери). Уже за усталеною формою, скіфи, захопивши херсонеські колонії-садиби одразу ж починали зводити захисні фортифікації. Вони викопали рів і насипали вал, який облаштували каменем зі сторони поселення і оперли об оборонну стіну херсонеської садиби. Господарські кам'яні житла в городищі зводились від часів ІІ століттям до нашої ери і до занепаду скіфських городищ - І століттям нашої ери. Знайдені три круглі напівземлянки (що датуються І століттям до нашої ери), і в одній з тих, яка найкраще збереглася, чітко проглядаються яма для вогню, кам’яна лавка та обкладені камінням стіни. Додатково відкриті п'ять скіфських господарських ям, вказують на осілий спосіб життя цих скіфів поселенців, і були заповнені уламками ліплених горщиків (очевидно в них зберігалися рибні та масляні запаси і вино), яких потребували винороби та землероби для вивозу вина та збіжжя до інших міст.
Найцікавішою знахідкою, від часів скіфського городища, виявилися численні глинобитні печі (аж 18 штук, і це лише зі південної сторони поселення), в яких скіфи випалювали кераміку. Така велика кількість печей вказує на суттєві торгові зв’язки поселення і, ймовірно, саме з грецькими поселеннями Керкінітідою та Херсонессом, які найбільше потребували керамічних виробів. Ці глинобитні печі були круглими (в діаметрі від 1 до 3 метрів). Але в I столітті до нашої ери вся територія з печами була засипана і накрита золою, що утвердило вчених у занепаді городища саме в цей час.

### Вплив сарматів і кочовиків
Раннє середньовіччя почалось для Криму навалою кочових племен зі степу. Ймовірно, що якась група сарматських племен поселилася на місці городища. Підтвердженням тому є знахідки археологів: залишки кам'яних стін і фрагменти кераміки VIII-X століття нашої ери.

### Археологічні експедиції
- Першовідкривачем городища вважається директор Херсонеського музею Лаврентій Олексійович Моїсеєв, який у 1928 році, відправившись в творчу мандрівку Західним Кримом (з Севастополя до Ак-Мечеті), натрапив на залишки грецької оборонної стіни.
- Першим археологом, хто описав давню знахідку, був Павло Миколайович Шульц, який розвідував Тарханкутський півострів у 1933 році і провів детальніше дослідження місцини.
- Після оприлюднення даних Шульца городище зацікавило й інших археологів, а саме: Олександра Миколайовича Щеглова, Ольгу Давидівну Дашевську і Анатолія Сергійовича Голенцова.
- В останні часи найбільше дослідження городища здійснили Кульчукська експедиція Інституту історії і археології АН СРСР, якою керував А.С. Голенцов, і Західно-Кримська експедиція НА АН УРСР під опікою Сергія Ланцова. Протягом дослідження вони почали охоронні розкопки берегової частини городища, виявили три історичні етапи розвитку городища (грецький, скіфський і ранньосередньовічний), розкрили близько 1000 кв. м всієї площі (заглиблюючись у поверхню від 1,5 метра до 4 метрів)[7].
- Починаючи із 2000-х років розкопки на Кульчукському городищі проводяться систематично, щороку. Ініціатором цих досліджень виступає очільник Донузлавської експедиції Сергій Ланцов, кандидат історичних наук, старший науковий співробітник Інституту археології Національної академії наук України[8].

## Сучасний стан
У ХХІ столітті українські урядовці занесли Кульчукське городище до числа пам'яток археології державного значення, але охорони немає жодної. Зважаючи на те, що воно знаходиться на значній відстані від жилих місць, тим і користаються чорні археологи.
Враховуючи, що городище Кульчук вважається необстеженим ще місцем, то сюди часто навідуються археологічні експедиції і щоразу вони знаходять нові артефакти. А після цих досліджень городище, що сезону, піддається консерваційно-охоронним заходам (єдині, які доречні в цей час). Тобто, будівельні залишки присипаються, поверхні кладок перекриваються шаром рідкої глини. Крім того, археологи подбали про захист берега від абразії (розмивання), вони зсипають саме під обрив ґрунтові відвали (вікові нашарування ґрунту,які зняли з історичних мурів). Таким чином, ними формується контрфорс, на якому проростає трава та інша рослинність, які й уповільнюють процеси руйнування від морських хвиль, так формується невеличкий піщаний пляж і вода відступає.